# Stereodon fastigiatus
Stereodon fastigiatus là một loài Rêu trong họ Hypnaceae. Loài này được (Hampe) Braithw. mô tả khoa học đầu tiên năm 1902.